# 핀차스 골드슈미트

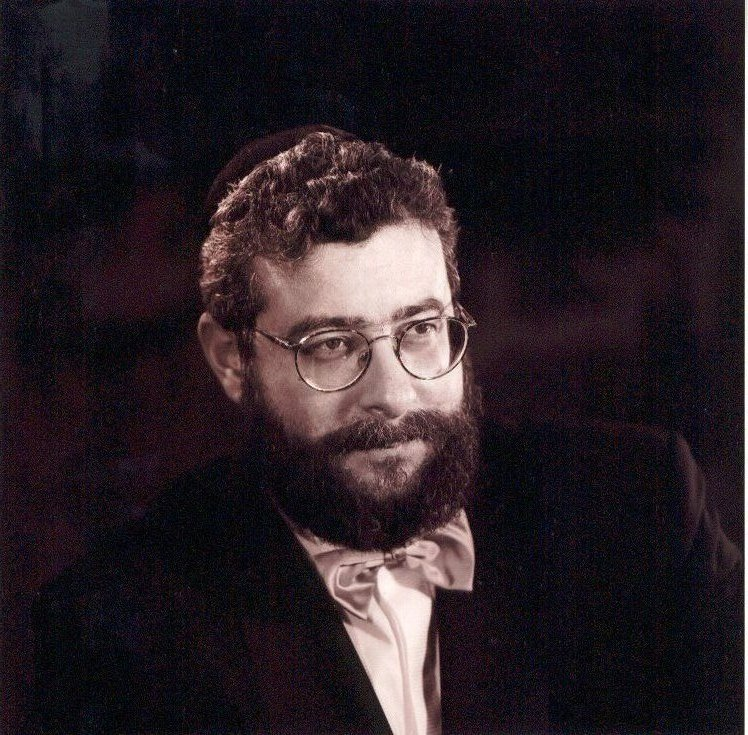
1998년 골드슈미트

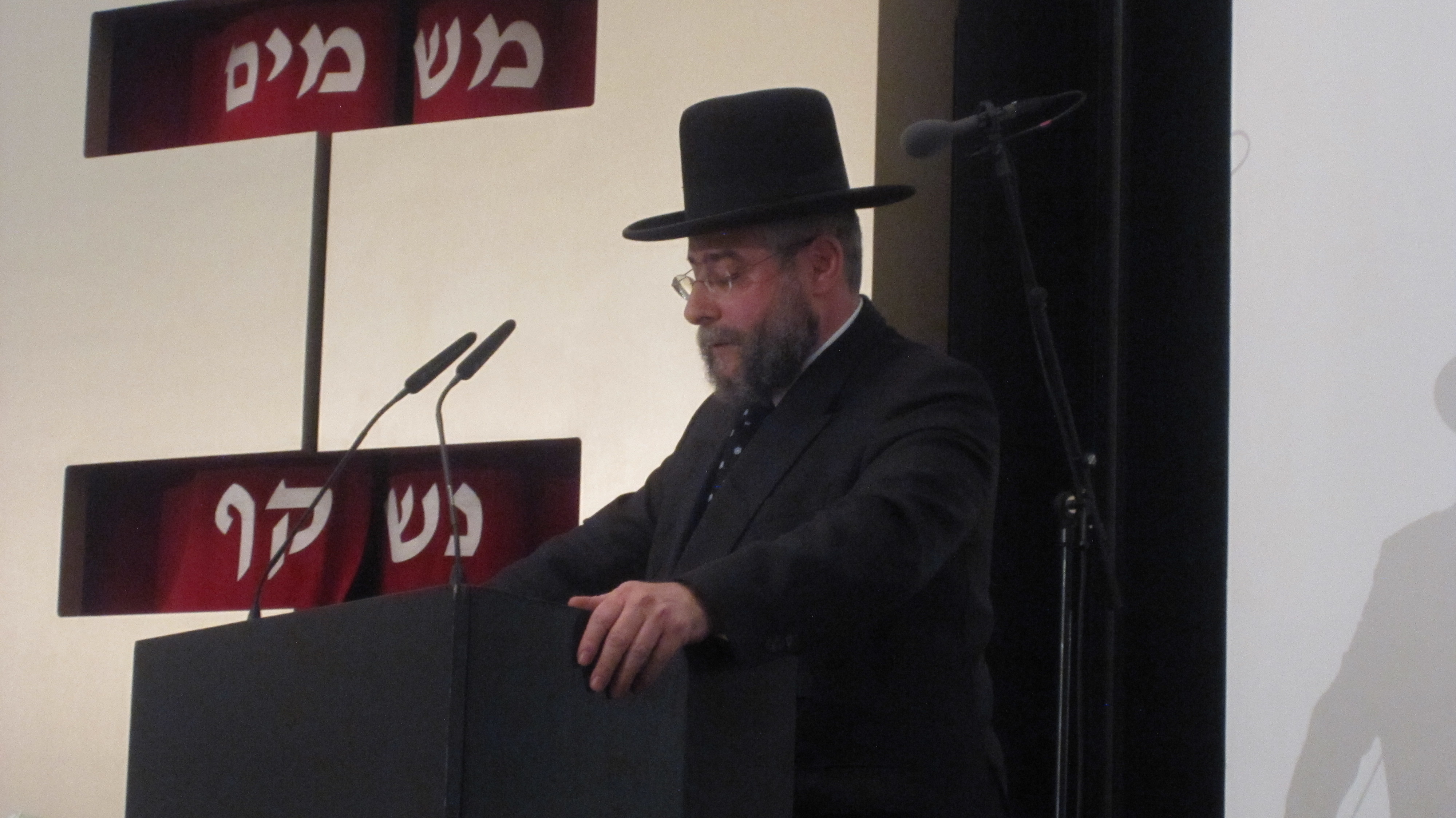
2011년 독일 슈파이어의 베이트 샬롬 회당 취임식에 참석한 골드슈미트

핀차스 골드슈미트(Pinchas Goldschmidt, 1963년 7월 21일 ~)는 스위스 태생의 랍비로, 종교학자이자 유대인 공동체 지도자로도 알려져 있다. 그는 1993년부터 2022년까지 러시아 모스크바의 모스크바 코럴 시나고그에서 수석 랍비를 역임했다. 또한 1989년부터 독립국가연합의 모스크바 랍비 법원을 설립하고 이끌어왔다. 2011년부터 골드슈미트는 아일랜드의 더블린부터 러시아 극동의 하바롭스크까지 700여 명의 공동체 랍비를 통합하는 유럽 랍비 회의(CER)의 회장으로 활동하고 있다.
2022년 러시아-우크라이나 전쟁의 맥락에서 러시아 내 정치적 억압이 심화되자, 골드슈미트는 자신의 안전을 위해 러시아에 거주하는 모든 유대인이 나라를 떠나야 한다고 권고하며 국제 언론의 주목을 받았다. 그는 이후 전쟁 반대 입장으로 인해 러시아 정부에 의해 외국인 요원으로 등재된 최초의 랍비가 되었다.
골드슈미트는 유대인 공동체를 위해 발언하는 자신의 역할 때문에 반유대주의 극단주의자들의 개인적인 폭력 위협의 대상이 되었다고 밝혔다.

## 인물 정보
골드슈미트는 4대째 스위스에 거주해온 가문에서 취리히에서 태어났다. 그는 1989년에 러시아에 도착하여 학교, 랍비 법원, 장례 협회, 카셰르 급식소, 랍비 학교, 그리고 러시아 유대인 회의와 러시아 유대 종교 단체 및 협회 회의(CJROAR)와 같은 정치적 연합 단체를 포함한 유대인 공동체 생활 재건에 힘썼다. 1990년에는 이스라엘 내무부와 협력하여 소련 시대에 유대인 정체성을 숨겼던 유대인들을 재확인하는 지침을 만들었다.
그는 미국 상원, 유럽 연합 의회, 유럽 평의회, 이스라엘 크네세트, 이스라엘 총리 베냐민 네타냐후의 "니만 위원회", 옥스퍼드 대학교, 유럽 안보 협력 기구 베를린 반유대주의 회의, 그리고 하버드 대학교에서 유대인 공동체의 현황과 위협에 대해 연설했다.

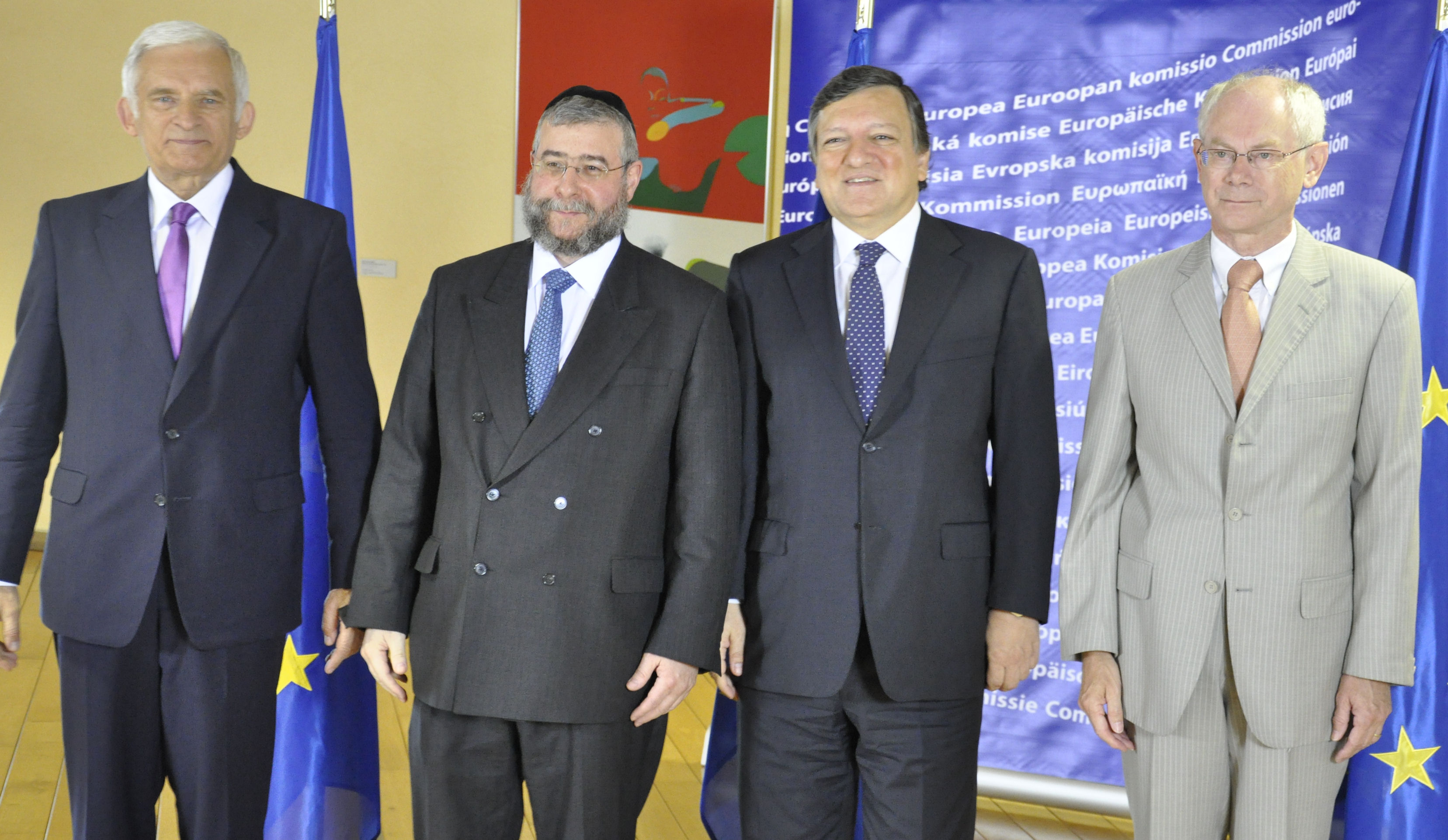
골드슈미트와 EU 지도자들: 예지 부제크, 조제 마누엘 두랑 바호주, 헤르만 반 롬푀이, 2011년 브뤼셀

2005년 1월, 신문 편집자, 공공 지식인, 19명의 두마 의원을 포함한 500명이 러시아 연방 검찰총장에게 러시아 내 유대인 조직 활동을 폐쇄할 것을 요구하는 청원을 발표했다. 이어진 TV 시청자 참여 프로그램에서는 10만 명이 전화했으며, 참가자의 54%가 러시아 내 모든 유대인 단체를 금지하는 아이디어를 지지한다고 밝혔다. 골드슈미트는 민족주의 정당 로디나의 지도자인 드미트리 로고진에게 답신을 썼고, 로고진은 사과하며 청원과 거리를 두었다.
골드슈미트는 2005년 9월 러시아에서 추방되었으나, 국제적인 캠페인 이후 3개월 만에 공동체로 돌아올 수 있었다. 2010년에는 러시아 대통령 드미트리 메드베데프의 특별 명령으로 러시아 시민권을 얻었다.
그는 400명의 유럽 랍비 연합 단체인 유럽 랍비 회의의 상임 위원회 의장을 맡고 있다.

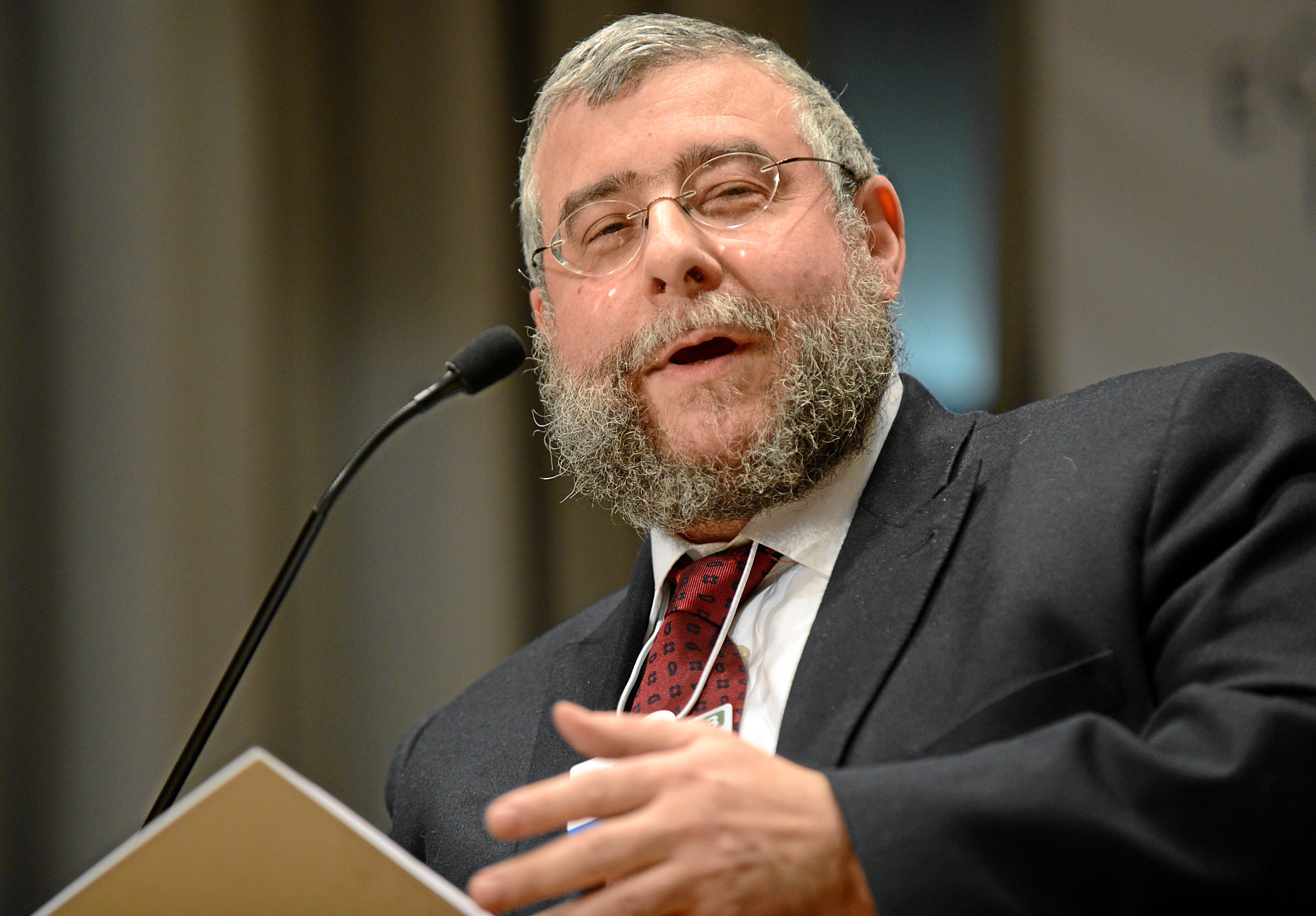
2013년 세계 경제 포럼에 참석한 골드슈미트

2009년 봄, 골드슈미트는 하버드 대학교의 데이비스 센터에서 객원연구원으로 있었다.
2011년, 골드슈미트는 상임 위원회에 의해 유럽 랍비 회의 회장으로 선출되었다.
2016년 7월 27일, 프랑스 공화국 정부는 그에게 러시아와 프랑스 간의 관계에 기여한 공로로 레지옹 도뇌르 훈장 슈발리에를 수여했다.
2024년 5월 9일, 그는 독일 아헨에서 카롤루스 대제상을 수상했다.
2008년 예루살렘 포스트는 골드슈미트를 세계에서 가장 영향력 있는 유대인 50인 연례 목록에서 31위에 올렸다.

### 러시아의 우크라이나 침공
2022년 6월 7일, 그의 며느리 아비탈 치지크-골드슈미트(Avital Chizhik-Goldschmidt)는 골드슈미트 부부가 2022년 러시아의 우크라이나 침공에 대한 공개적인 지지를 거부한 후 2022년 3월 헝가리로 러시아를 떠났다고 트윗했으며, 그의 아들 벤자민 골드슈미트(Benjamin Goldschmidt)도 이를 리트윗했다. 치지크-골드슈미트의 주장은 골드슈미트가 같은 6월 7일 모스크바 수석 랍비로 재선된 모스크바 코럴 시나고그의 언론 서비스를 포함하여 모스크바 유대인 공동체의 여러 소스에 의해 반박되었다.
소식통에 따르면, 전쟁을 비난하는 연설을 한 5월 30일 뮌헨에서 열린 유럽 랍비 회의 개회식에 참석한 후, 모스크바 수석 랍비로 재선될 당시 그는 러시아에 있지 않고 영구적으로 이스라엘에 거주하고 있었다. 그는 러시아 부재 중에 라비 다비드 유슈바예프(Rabbi David Yushuvaev)에게 모스크바 임시 수석 랍비의 권한을 위임했다. 그는 이전에 이스라엘의 예디오트 아흐로노트(Yedioth Ahronoth) 신문에 자신을 "망명 랍비로 정의하지 않는다. 나는 공동체에 살지 않는 랍비이다"라고 말한 바 있다. 유대인 전신국(Jewish Telegraphic Agency)의 연락을 받은 골드슈미트는 러시아로 돌아갈지에 대한 질문에 언급하거나 답변을 거부했다.
골드슈미트는 2022년 9월 7일 국제 방송 도이체 벨레와의 인터뷰에서 러시아가 깊은 고립과 지역 간 새로운 "철의 장막" 구축 시기에 접어들고 있으며, 이 두 가지 행동 모두 도덕적으로 혐오스럽다고 밝혔다. 그는 러시아에 거주하는 모든 유대인에게 자신의 안전을 위해 떠나라고 권고했다. 돌아보면, 그는 권위주의 대 민주주의 대 전체주의 사이의 "레드라인"이 근본적으로 불분명할 수 있지만 존재하며, 그의 나라는 부정적인 방향으로 나아가고 있다고 언급했다.
골드슈미트는 유대인 공동체를 위해 발언하는 자신의 역할 때문에 반유대주의 극단주의자들의 개인적인 폭력 위협의 대상이 되었다고 언급했다.

## 같이 보기
- 2022년 러시아의 우크라이나 침공에 대한 반응
- 러시아의 유대인과 유대교